# Morton Bagot
Morton Bagot is een civil parish in het bestuurlijke gebied Stratford-on-Avon, in het Engelse graafschap Warwickshire met 153 inwoners.